# جوليا برستون
جوليا برستون (بالإنجليزية: Julia Preston)‏ هي صحفية وكاتِبة أمريكية، ولدت في 29 مايو 1951.